# Jan Kubary
Jan Stanisław Kubary (ur. 13 listopada 1846 w Warszawie, zm. 9 października 1896 na wyspie Ponape) – polski podróżnik i etnograf, badacz Oceanii.

## Życiorys
Urodzony 13 listopada 1846 roku w Warszawie, o jego pochodzeniu jest niewiele informacji. Uczęszczał do warszawskiego gimnazjum, a następnie studiował medycynę w Szkole Głównej, ale nie ukończył studiów. Wcześnie stracił ojca. Jako uczeń gimnazjum wstąpił do tajnej organizacji spiskowej. Brał czynny udział w powstaniu styczniowym, walcząc w oddziale działającym na Kurpiach, po czym zdezerterował i wyjechał do Prus.
W zamian za prawo powrotu do ojczyzny zdecydował się na współpracę z Kancelarią Tajną Zarządu Generał-Policmajstra, brał udział w organizowaniu głośnej prowokacji z fikcyjnym „Rządem Narodowym”. Próbując przerwać współpracę ostrzegł rewolucjonistów, został aresztowany i skazany na zesłanie. Za cenę ponownej współpracy z carską policją pozostał jednak w Warszawie. Studiował medycynę w Szkole Głównej.
Nie mogąc poradzić sobie z przeszłością, w 1868 roku uciekł z Warszawy i pieszo dotarł do Berlina. W liście pożegnalnym do matki napisał: „Najdroższa Matko! Jak ten list czytać będziesz, będę już za granicą. Jadę, jeżeli mam nie zginąć – tutaj byś prędzej moją śmierć widziała niż dobre rozwiązanie (...) całe moje życie, licząc od roku 1863, było tylko boleścią”.
Po przybyciu do Niemiec początkowo imał się prac dorywczych, aż skontaktował się z Johanem Cesarem Godeffroyem. W efekcie podpisał umowę z Domem Handlowym Godeffroyów w Hamburgu i 1 maja 1869 roku wsiadł na statek Wandrahm, by wyruszyć do Oceanii. Jego celem było zbieranie eksponatów dla Muzeum Historii Naturalnej Godeffroya. W październiku Wandrahm dotarł do portu Apia na wyspie Upolu w archipelagu Samoa. Po krótkim pobycie w faktorii swego chlebodawcy przeniósł się na sąsiednią wyspę Savaiʻi i tam zaczął przygotowywać się do zbierania eksponatów. Początki były bardzo trudne, bowiem Kubary nie posiadał odpowiedniego wykształcenia, ani doświadczenia.
Po kilku miesiącach wśród Samoańczyków zorientował się, że życie tubylców, mimo pozorów, wcale nie było rajem. Tak pisał o tym do warszawskiego „Wędrowca”: „W spokojnych, palmami pokrytych siołach krajowców usadowili się misjonarze, by ich nauczać, a w ślad za nimi zbiegi z Botany-Bay i Norfolk, by ich demoralizować. Od roku 1830 datuje się cały szereg usiłowań, by Samoańczyków cywilizować, w rzeczywistości zaś tu się poczyna najazd gniotący zepsuciem i demoralizacją tę tak błogą przedtem krainę (...) karykatura cywilizacji”.
Po zwiedzeniu Fidżi i Tonga udał się na Wyspy Marshalla, gdzie zapoczątkował badania Mikronezji. Czteromiesięczny pobyt na wyspie Ebon zaowocował krótką monografią geograficzno-etnograficzno-zoologiczną dla „Journal des Museum Godeffroy”. Monografia zawierała mapy, opisy wyglądu i życia mieszkańców, ich obyczajów, wierzeń, umiejętności żeglarskich. Co najważniejsze jednak, Kubary dołączył do pracy słowniczek języka ebońskiego, wysoko oceniony przez specjalistów.

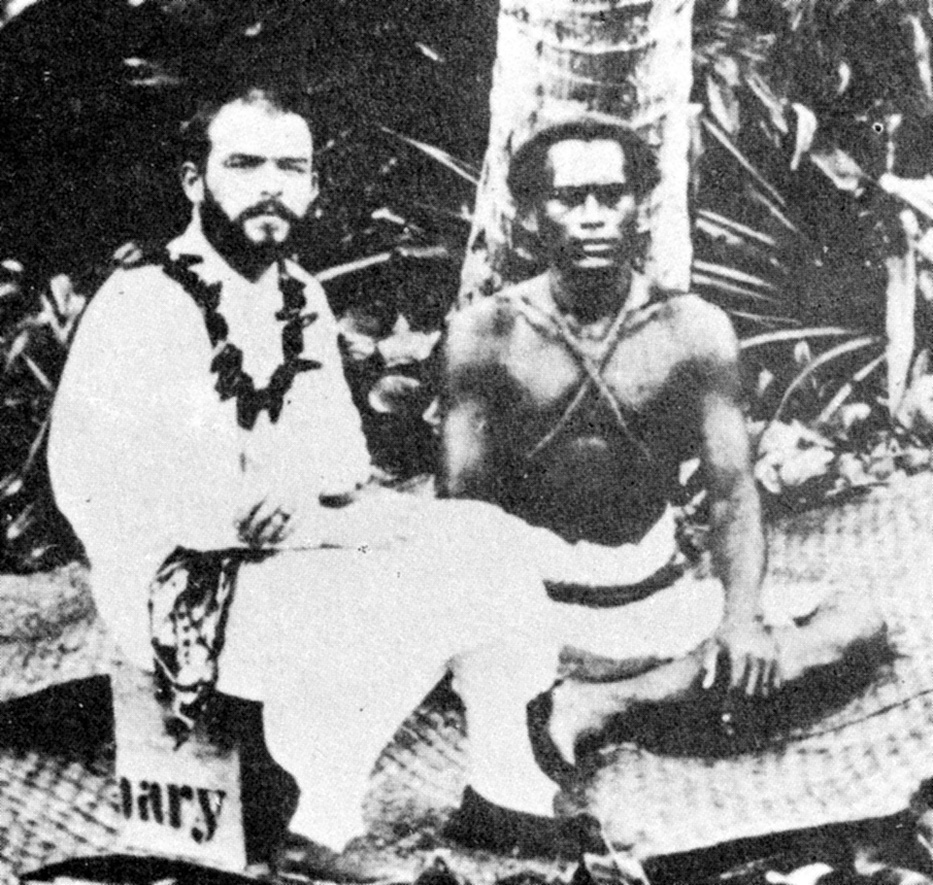
Kubary podczas pobytu na Palau

Drugi etap podróży po Mikronezji odbył Kubary we wrześniu 1870 roku, docierając na brygu Zuzanna do wyspy Yap. Tam zajął się życiem mieszkańców. Opisał szczegółowo feudalne stosunki, a także osobliwą instytucję, rodzaj męskiego klubu zwanego falu. W klubie takim przebywały dziewczęta zwane mespil, czyli faworytki. Uprowadzone z domów rodzinnych (najczęściej za ich zgodą) stanowiły własność „klubowiczów”. Pobyt w falu nie podważał dobrego imienia dziewcząt, przeciwnie, podnosił ich prestiż.
Drugą osobliwością Yap, która zadziwiła Kubarego tak jak poprzednich i późniejszych podróżników były kamienne pieniądze, sprowadzane z narażeniem życia z Ponape. Pieniądze takie, często ponad metrowej średnicy, zatknięte w ziemię przed domami Yapańczyków, świadczyły o zasobności właścicieli.
Z Yap Kubary udał się na wyspy archipelagu Palau, gdzie spędził kilka miesięcy i zdobył sobie przyjaźń krajowców, których leczył podczas epidemii grypy. Wreszcie, w maju 1874 roku, Kubary wyruszył w drogę powrotną do Europy. Wiózł ze sobą ponad sto skrzyń drogocennych eksponatów dla hamburskiego muzeum, ale szkuner Alfred poszedł na dno u brzegów atolu Jaluit, a wraz z nim zginęła większość bezcennych zbiorów. W ciągu kilku tygodni na Jaluit udało się Kubaremu zebrać pewną liczbę okazów. Zapakował je w 26 skrzyń i wysłał z Samoa do Niemiec. Sam – przez Nową Zelandię i Australię (gdzie otrzymał obywatelstwo brytyjskie) – dotarł w końcu maja 1875 roku do Hamburga, gorąco witany przez pracowników muzeum Godeffroya.
Chlebodawca wyjednał dlań zezwolenie władz rosyjskich na odwiedzenie w Warszawie matki, której nie widział siedem lat. Zawiózł jej zbiór ptactwa z Samoa i Fidżi. W lipcu 1875 roku został zaproszony do Lwowa na II Zjazd Lekarzy i Przyrodników Polskich. Przedstawił tam sprawozdanie ze swych podróży, co zostało owacyjnie przyjęte przez zebranych.
W końcu września tegoż roku, po zawarciu nowego 5-letniego kontraktu, Kubary powrócił na Morza Południowe. Tym razem celem podróży była Ponape, gdzie nabył posiadłość, założył ogród warzywny i plantację. Zbudował dom i ożenił się. Wybranką była Anna Yelliot, córka misjonarza-metodysty i tubylczej córki wodza. W latach 1877–1878 prowadził badania wyspy Truk, ale w roku 1879 Godeffroy zbankrutował i zerwał kontrakt. Kubary znalazł się bez środków do życia. Próbował nawiązać kontakty z innymi muzeami, ale bezskutecznie. W poszukiwaniu jakiegokolwiek zajęcia w roku 1882 wyprawił się nawet do Japonii, gdzie pracował m.in. w Jokohamie i Tokio.
Pod koniec życia otrzymał jeszcze jeden cios: jego plantacja została zrujnowana podczas powstania krajowców, a nowi władcy wyspy zakwestionowali jego prawo własności. Zapadł na zdrowiu, przebywał czas jakiś w szpitalu w Manili, po czym wrócił na Ponape. Tam, 9 października 1896 roku, wyszedł z domu i już nie wrócił. Znaleziono go martwego, siedzącego pod drzewem. Są trzy wersje jego śmierci: atak serca, samobójstwo, morderstwo.
Wśród Papuasów spędził prawie 28 lat. Był pierwszym białym człowiekiem na wielu spośród wysp Oceanii. Zebrał wiele okazów, przekazanych później do muzeów europejskich. Szczegółowo opracował wszystkie najważniejsze archipelagi Oceanu Spokojnego. Dokonał wielu odkryć przyrodniczych i archeologicznych oraz sporządził mapy tych terenów.
Upamiętnia go pomnik postawiony w 1901 roku na wyspie Ponape przez komitet honorowy zawiązany składający się głównie z uczonych niemieckich. W 1910 roku wybuchło na Ponape nieudane powstanie antyniemieckie, którego nieznany z imienia przywódca przyjął pseudonim Kubary.
Żonaty z Anną Yelliot, córką anglikańskiego misjonarza i kobiety pochodzącej z Ponape. Para miała syna Bertrama (zmarłego w dzieciństwie) i córkę Izabelę (zm. 1960).

### Dorobek naukowy
Opublikował między innymi: Uwagi etnograficzne o Wyspach Karolińskich z przyległościami (1885), Uwagi etnograficzne o Archipelagu Karolińskim i Wyspy Nukuoro (1896), a także, w roku 1886, pracę o tatuażach polinezyjskich: Das Tätowieren in Mikronesien, speziell auf den Carolinen.
W języku polskim opublikowano dwie książki Kubarego (Obrządki pogrzebowe Pelauczyków: doczynek etnograficzny, Warszawa 1885 i Wyspy ciepłych mórz: Jana Stanisława Kubarego notaty z podróży po Mikronezji, Warszawa 1997). Kubary publikował także artykuły Wędrowcu, Tygodniku Ilustrowanym, Ateneum, i Wszechświecie.
Jego imieniem nazwano Górę Kubarego w pasmie Finisterre na Nowej Gwinei (niem. Kubary-Berg) i Wyspę Kubarego w atolu Ailinglapalap w archipelagu Marshalla, a także kilka gatunków ptaków, m.in. wronę mariańską (Corvus kubaryi), wachlarzówkę łuskowaną (Rhipidura kubaryi) i wyspiarka karolińskiego (Gallicolumba kubaryi). Ponadto przypuszczalnie wymarła kokoszka pacyficzna (Gallinula pacifica) została po raz pierwszy odnotowana przez Kubarego na Samoa w 1869. Dwa lata później opisali ją naukowo Gustav Hartlaub i  Otto Finsch.